# Petzelmühle
Petzelmühle ist ein Gemeindeteil von Seybothenreuth im Landkreis Bayreuth (Oberfranken, Bayern). Petzelmühle liegt in der Gemarkung Seybothenreuth.

## Geografie
Die Einöde liegt am Laimbach, einem rechten Oberlauf der Ölschnitz. Eine Gemeindeverbindungsstraße führt nach Draisenfeld (1,1 km westlich) bzw. nach Wallenbrunn (0,6 km östlich).

## Geschichte
Petzelmühle gehörte zur Realgemeinde Wallenbrunn. Gegen Ende des 18. Jahrhunderts bestand Petzelmühle aus einem Anwesen. Die Hochgerichtsbarkeit stand dem bayreuthischen Stadtvogteiamt Bayreuth zu. Das Kloster Speinshart war Grundherr der Mühle.
Von 1797 bis 1810 unterstand der Ort dem Justiz- und Kammeramt Bayreuth. Mit dem Gemeindeedikt wurde Petzelmühle dem 1812 gebildeten Steuerdistrikt Seybothenreuth und der zugleich gebildeten Ruralgemeinde Wallenbrunn zugewiesen. Mit dem Gemeindeedikt von 1818 erfolgte die Eingemeindung nach Seybothenreuth.

### Einwohnerentwicklung
| Jahr      | 001818 | 001861 | 001871 | 001885 | 001900 | 001925 | 001950 | 001961 | 001970 | 001987 |
| Einwohner | *      | 7      | 13     | 9      | 8      | 8      | 16     | 11     | 10     | 7      |
| Häuser    | *      |        |        | 1      | 1      | 1      | 1      | 1      |        | 1      |
| Quelle    | [ 6 ]  | [ 9 ]  | [ 10 ] | [ 11 ] | [ 12 ] | [ 13 ] | [ 14 ] | [ 15 ] | [ 16 ] | [ 1 ]  |

## Religion
Petzelmühle ist evangelisch-lutherisch geprägt und nach St. Veronika (Birk) gepfarrt.